# Derrengada-Valhondos
Derrengada-Valhondos es una entidad de población española, hoy día despoblada, del municipio de Pelayos, perteneciente a la provincia de Salamanca, en la comunidad autónoma de Castilla y León.

## Toponimia
El lugar puede encontrarse referido como Derrengada-Valhondos, Derrengada y Villanueva de la Cañada.

## Historia
Hacia mediados del siglo XIX, el lugar, una alquería ya por entonces perteneciente al municipio de Pelayos, tenía contabilizada una población de 10 habitantes. Aparece descrito en el séptimo volumen del Diccionario geográfico-estadístico-histórico de España y sus posesiones de Ultramar de Pascual Madoz con las siguientes palabras:

DERRENGADA (antes VILLANUEVA DE LA CAÑADA): alq. en la prov. de Salamanca (6 1/2 leg.), part. jud. de Alba de Tormes (2 1/2), térm. municipal de Pelayos (1/2): sit. en una ladera combatida por el viento E. Tiene 3 casas y una igl. (Ntra. Sra. de Derrengada) anejo de la de Pelayos. Su térm. confina al N. con Pedro Martin (1) leg.; E. Martin Perez (1/2); S. La Torre de Clemente (1/2), y O. Bercimuelle (1/29; pasa por él el Tormes y un regato sin nombre, y en su monte se mantienen 75 cebones y 400 camperos. El terreno es bueno para pastos. Los caminos conducen á los pueblos limitrofes. prod.: algun trigo y centeno; críase ganado lanar, vacuno y de cerda, y hay caza de conejos y liebres. pobl.: 3 vec., 10 alm. contr. con su ayunt. (V.)
(Madoz, 1847, p. 379)

En 2023, la entidad singular de población de Derrengada-Valhondos tenía empadronados 0 habitantes.